# Липлянщинська сільська рада
Липлянщинська сільська рада — колишня адміністративно-територіальна одиниця та орган місцевого самоврядування в Народицькому районі Коростенської і Волинської округ, Київської та Житомирської областей Української РСР з адміністративним центром у селі Липлянщина.

## Населені пункти
Сільській раді на час ліквідації були підпорядковані населені пункти:
- с. Липлянщина

## Історія та адміністративний устрій
Створена 21 жовтня 1925 року в с. Липлянщина В'язівської сільської ради Народицького району Коростенської округи.
Станом на 1 вересня 1946 року сільська рада входила до складу Народицького району Житомирської області, на обліку в раді перебувало с. Липлянщина.
Ліквідована 11 серпня 1954 року, відповідно до указу Президії Верховної ради Української РСР «Про укрупнення сільських рад по Житомирській області», територію та с. Липлянщина приєднано до складу В'язівської сільської ради Народицького району Житомирської області.